# Беліц-Гейман Семен Вікторович
Беліц-Гейман Семен Вікторович (16 лютого 1945) — радянський плавець.
Призер Олімпійських Ігор 1968 року, учасник 1964 року.
Чемпіон Європи з водних видів спорту 1966 року.
Переможець літньої Універсіади 1965 року, призер 1967 року.